# MOTHER OF ALL THE BEST
『MOTHER OF ALL THE BEST』（マザー・オブ・オール・ザ・ベスト）は、THE YELLOW MONKEYのベスト・アルバム。2004年12月8日発売。発売元はBMGファンハウス（現・アリオラジャパン）。2013年12月4日に、リマスター盤Blu-spec CD2にて再発売された。

## 解説
2001年1月の活動休止宣言から3年半後、2004年7月7日に行われた解散発表直後に発売の公表がされた初のメンバー公認ベスト・アルバム。本作はそれまでにレコード会社によって編集された過去のベスト盤とは大きく異なり、唯一のメンバー監修作品となった。
メンバー自身がそれまでに世に送り出してきた全ての楽曲の中から、1996年まで所属していた日本コロムビア時代の作品もレコード会社の枠を超えて選曲されている。やや後期の楽曲（特に『SICKS』からの選曲が多い）に偏りがあるものの、コロムビア在籍時の代表曲やそれまで一度もアルバムに収録されていなかった完全なアルバム未収録曲も所収された。
また、このアルバムの発売に伴って、ほぼ全てのTHE YELLOW MONKEYの楽曲がアルバム収録されたことになる（シングル/アルバムでの細かいバージョンの差異や、ライブテイクを除く）。ちなみに、この作品は『公認の』アルバムとしては初めて「JAM」、「SPARK」が収録された作品ということにもなる。楽曲の知名度は高い作品ではあるがそれまでオリジナルアルバムに収録されなかった上に、TRIADから発売されたメンバー非公認のベスト・アルバムおよびシングル・コレクションにしか収録されなかった作品であるために、このアルバムによってようやく公認のアルバムに収録された。
初回限定盤にのみ付属のDISC 3には、移籍後にアルバム未収録となっていたカップリング曲を中心に「太陽が燃えている」のデモバージョン、「追憶のマーメイド」のオリジナル歌詞バージョンが収録された。

## 収録曲

### DISC 1
| #         | タイトル                 | 作詞      | 作曲                | 編曲                        | 時間  |
| --------- | ------------------------ | --------- | ------------------- | --------------------------- | ----- |
| 1.        | 「NAI」                  | 吉井和哉  | 吉井和哉            | THE YELLOW MONKEY           | 5:36  |
| 2.        | 「SPARK」                | 吉井和哉  | 吉井和哉            | THE YELLOW MONKEY           | 4:12  |
| 3.        | 「楽園」                 | 吉井和哉  | 吉井和哉            | THE YELLOW MONKEY           | 4:42  |
| 4.        | 「TVのシンガー」         | 吉井和哉  | 菊地英昭            | THE YELLOW MONKEY           | 4:18  |
| 5.        | 「TACTICS」              | 吉井和哉  | 吉井和哉            | THE YELLOW MONKEY           | 4:31  |
| 6.        | 「球根」                 | 吉井和哉  | 吉井和哉            | THE YELLOW MONKEY           | 5:37  |
| 7.        | 「BURN」                 | 吉井和哉  | 吉井和哉            | THE YELLOW MONKEY           | 5:14  |
| 8.        | 「LOVE LOVE SHOW」       | 吉井和哉  | 吉井和哉            | THE YELLOW MONKEY           | 4:44  |
| 9.        | 「HOTEL宇宙船」          | 吉井和哉  | 廣瀬洋一 / 吉井和哉 | THE YELLOW MONKEY           | 4:17  |
| 10.       | 「カナリヤ」             | 吉井和哉  | 吉井和哉            | THE SAINT THE YELLOW MONKEY | 3:59  |
| 11.       | 「パール」               | 吉井和哉  | 吉井和哉            | THE YELLOW MONKEY           | 3:41  |
| 12.       | 「花吹雪」               | 吉井和哉  | 吉井和哉            | THE YELLOW MONKEY           | 4:30  |
| 13.       | 「JAM」                  | 吉井和哉  | 吉井和哉            | THE YELLOW MONKEY           | 5:18  |
| 14.       | 「空の青と本当の気持ち」 | 吉井和哉  | 菊地英昭            | THE YELLOW MONKEY           | 5:41  |
| 合計時間: | 合計時間:                | 合計時間: | 合計時間:           | 合計時間:                   | 66:20 |

### DISC 2
| #         | タイトル                                                        | 作詞      | 作曲                | 編曲              | 時間  |
| --------- | --------------------------------------------------------------- | --------- | ------------------- | ----------------- | ----- |
| 1.        | 「LOVERS ON BACKSTREET」                                        | 吉井和哉  | 吉井和哉            | THE YELLOW MONKEY | 5:25  |
| 2.        | 「夜明けのスキャット」                                          | 山上路夫  | いずみたく          | THE YELLOW MONKEY | 5:53  |
| 3.        | 「天国旅行」                                                    | 吉井和哉  | 吉井和哉            | THE YELLOW MONKEY | 8:25  |
| 4.        | 「創生児」                                                      | 吉井和哉  | 菊地英昭 / 吉井和哉 | THE YELLOW MONKEY | 5:08  |
| 5.        | 「This Is For You」                                             | 吉井和哉  | 菊地英昭 / 吉井和哉 | THE YELLOW MONKEY | 5:38  |
| 6.        | 「嘆くなり我が夜のFantasy」                                     | 吉井和哉  | 吉井和哉            | THE YELLOW MONKEY | 4:23  |
| 7.        | 「熱帯夜」                                                      | 吉井和哉  | 吉井和哉            | THE YELLOW MONKEY | 4:44  |
| 8.        | 「真珠色の革命時代 (Pearl Light Of Revolution) -Live Version-」 | 吉井和哉  | 吉井和哉            | THE YELLOW MONKEY | 6:46  |
| 9.        | 「悲しきASIAN BOY」                                             | 吉井和哉  | 吉井和哉            | THE YELLOW MONKEY | 4:36  |
| 10.       | 「SUCK OF LIFE -Album Version-」                                | 吉井和哉  | 吉井和哉            | THE YELLOW MONKEY | 5:37  |
| 11.       | 「Father」                                                      | 吉井和哉  | 吉井和哉            | THE YELLOW MONKEY | 5:04  |
| 12.       | 「人生の終わり (FOR GRANDMOTHER)」                              | 吉井和哉  | 吉井和哉            | THE YELLOW MOMKEY | 7:49  |
| 13.       | 「SO YOUNG」                                                    | 吉井和哉  | 吉井和哉            | THE YELLOW MONKEY | 5:08  |
| 合計時間: | 合計時間:                                                       | 合計時間: | 合計時間:           | 合計時間:         | 74:36 |

### DISC 3（初回限定盤のみ付属）
| #         | タイトル                                      | 作詞                                             | 作曲          | 編曲                                       | 時間  |
| --------- | --------------------------------------------- | ------------------------------------------------ | ------------- | ------------------------------------------ | ----- |
| 1.        | 「LOVE LOVE SHOW (English Version)」          | KAZUYA YOSHII (英語詞:KAZUYA YOSHII・KEN AYUGAI) | KAZUYA YOSHII | THE YELLOW MONKEY                          | 4:48  |
| 2.        | 「BULB」                                      | KAZUYA YOSHII (英語詞:CARA JONES)                | KAZUYA YOSHII | THE YELLOW MONKEY                          | 5:38  |
| 3.        | 「O.K.」                                      | 吉井和哉                                         | 吉井和哉      | THE YELLOW MONKEY                          | 4:03  |
| 4.        | 「NEW YORK CITY LOSER」                       | 吉井和哉                                         | 吉井和哉      | THE YELLOW MONKEY                          | 4:35  |
| 5.        | 「HEART BREAK」                               | 吉井和哉                                         | 吉井和哉      | THE YELLOW MONKEY 笹路正徳 森俊之          | 5:05  |
| 6.        | 「DEAR FEELING」                              | 吉井和哉                                         | 吉井和哉      | THE YELLOW MONKEY 笹路正徳                 | 4:08  |
| 7.        | 「GIRLIE (Original Mix)」                     | 吉井和哉                                         | 吉井和哉      | THE YELLOW MONKEY JON JACOBS DAVID MAURICE | 5:13  |
| 8.        | 「ネバーギブアップ」                          | 吉井和哉                                         | 吉井和哉      | THE YELLOW MONKEY TONY VISCONTI            | 4:50  |
| 9.        | 「サイキックNo.9 (LIVE)」                     | 吉井和哉                                         | 吉井和哉      | THE YELLOW MONKEY                          | 3:30  |
| 10.       | 「MOONLIGHT DRIVE」                           | 吉井和哉                                         | 吉井和哉      | THE YELLOW MONKEY                          | 4:32  |
| 11.       | 「HONALOOCHIE BOOGIE」                        | Ian Hunter (日本語詞:吉井和哉）                  | Ian Hunter    | THE YELLOW MONKEY                          | 4:56  |
| 12.       | 「太陽が燃えている -Demo-」                   | 吉井和哉                                         | 吉井和哉      | THE YELLOW MONKEY                          | 4:59  |
| 13.       | 「追憶のマーメイド -Original Lyric Version-」 | 吉井和哉                                         | 吉井和哉      | THE YELLOW MONKEY                          | 4:00  |
| 合計時間: | 合計時間:                                     | 合計時間:                                        | 合計時間:     | 合計時間:                                  | 60:17 |

### DISC 1
1. NAI
12thシングル「LOVE LOVE SHOW」カップリング。
2. SPARK
10thシングル。
3. 楽園
11thシングル。
4. TVのシンガー
6thアルバム『SICKS』収録。
5. Tactics
両A面9thシングル。
6. 球根
14thシングル。
7. BURN
13thシングル。
8. LOVE LOVE SHOW
12thシングル。
9. HOTEL 宇宙船
6thアルバム『SICKS』収録。アウトロのBPM変化が無くなり、フェードアウトで終了するアレンジ。
10. カナリヤ
8thアルバム『8』収録。『8』に収録されている音源とは曲のスピード（BPMと音階の双方）が異なる。
11. パール
22ndシングル。
12. 花吹雪
6thアルバム『SICKS』収録。イントロが短縮されている。
13. JAM
9thシングル。
14. 空の青と本当の気持ち
5thアルバム『FOUR SEASONS』収録。

### DISC 2
1. LOVERS ON BACKSTREET
原曲はインディーズ時代のアルバム『Bunched Birth』に収録されており、本作には4thシングル「熱帯夜」のカップリングになったリメイクバージョンが収録されている。
2. 夜明けのスキャット
6thシングル「嘆くなり我が夜のFantasy」カップリング。由紀さおりの同曲のカバー。
3. 天国旅行
6thアルバム『SICKS』収録。
4. 創生児
6thアルバム『SICKS』収録。
5. This Is For You
1stアルバム『THE NIGHT SNAILS AND PLASTIC BOOGIE』収録。
6. 嘆くなり我が夜のFantasy
6thシングル。
7. 熱帯夜
4thシングル。
8. 真珠色の革命時代 (Pearl Light Of Revolution) -Live Version-  (6:46)
ライブアルバム『SO ALIVE』収録。
9. 悲しきASIAN BOY
3rdシングル。
10. SUCK OF LIFE -Album Version-
2ndアルバム『EXPERIENCE MOVIE』収録。
11. Father
5thアルバム『FOUR SEASONS』収録。
12. 人生の終わり (FOR GRANDMOTHER)
6thアルバム『SICKS』収録。アルバムにあったハミングはカットされている。
13. SO YOUNG
18thシングル。

### DISC 3（初回限定盤のみ付属）
1. LOVE LOVE SHOW (English Version)
13thシングル「BURN」カップリング。
2. BULB
16thシングル「SUGAR FIX」カップリング。
3. O.K.
17thシングル「MY WINDING ROAD」カップリング。
4. NEW YORK CITY LOSER
18thシングル「SO YOUNG」カップリング。
5. HEART BREAK
19thシングル「バラ色の日々」カップリング。
6. DEAR FEELING
21stシングル「SHOCK HEARTS」カップリング。
7. GIRLIE (Original Mix)
23rdシングル「BRILLIANT WORLD」カップリング。
8. ネバーギブアップ
24thシングル「プライマル。」カップリング。
9. サイキックNo.9 (LIVE)
22ndシングル「パール」カップリング。
10. MOONLIGHT DRIVE
10thシングル「SPARK」カップリング。
11. HONALOOCHIE BOOGIE
モット・ザ・フープルのトリビュートアルバム『MOTH POET HOTEL』収録の、同バンドの楽曲のカバー。
12. 太陽が燃えている -Demo-
8thシングル「太陽が燃えている」のデモバージョン。シングルバージョンとは一部、歌詞が異なっている。吉井はデモバージョンのほうが自身の歌が上手かったと語り、「デモに替えてくれないか」と頼んだこともあったという。
13. 追憶のマーメイド -Original Lyric Version-
7thシングル「追憶のマーメイド」のオリジナル歌詞バージョン。歌詞が過激すぎるということで修正されてしまっていた。